# Стефан Ашковський
Стефан Ашковський (мак. Стефан Ашковски; нар. 24 лютого 1992, Скоп'є, Македонія) — македонський футболіст, лівий бек та вінґер румунського «Ботошані».

## Клубна кар'єра

### «Телеоптик»
Народився в Скоп'є. Вихованець клубу «Металург» (Скоп'є). Потім тренувався в молодіжній команді «Вардару». Дорослу футбольну кар'єру розпочав у Сербії, виступаючи в «Телеоптику». Дебютував у Першій лізі 28 серпня 2010 року, замінивши Івана Йовановича в нічийному (1:1) поєдинку проти «Колубари». Дебютними голами за команду відзначився 30 жовтня в переможному (2:1) виїзному поєдинку проти «Земуна».

### «Партизан»
Після двох успішних сезонів у «Телеоптику», влітку 2012 року підписав 4-річний контракт з «Партизаном», який очолював Владимир Вермежович. Дебютував за столичний клуб 11 листопада 2012 року в переможному (2:0) поєдинку «Суперліги» проти ФК «Раднички 1923», замінивши Лазара Марковича. Цей поєдинок виявився єдиним для Ашковського у футболці «Партизана» в сербському чемпіонаті. Влітку 2013 року відправився в оренду до іншого представника Суперліги, «Доні Срем», у футболці якого дебютував 11 серпня в нічийному (0:0) поєдинку проти «Воєводини». 15 вересня того жроку відзначився дебютним голом в еліті сербського футболу, в нічийному (2:2) поєдинку проти «Црвени Звезди». У 2014 році відправився в чергову оренду, до «Напредака». Дебютував у новій команді 22 лютого в переможному (2:1) поєдинку проти «Ягодини».

### «Стремсгодсет»
25 липня 2014 року перейшов у піврічну оренду до переможця Тіппеліги «Стремсгодсет». У команді отримав футболку з 44-м ігровим номером. На футбольне поле у складі «Стремсгодсету» не виходив, двічі потрапляв на лаву для запасних на поєдинки чемпіонату сезону 2014 року. Норвезький клуб в угоді мав опуцію викупити контракт македонця, проте нею так і не скористався. По завершенні оренди Ашковський повернувся до «Партизану».

### «Шкендія» та «Нові Пазар»
У 2015 році повернувся до Македонії для проходження військової служби, на цей період виступав в оренді за «Шкендію». По завершенні сезону відправився в чергову оренду, цього разу до сербського «Нові Пазару».

### «Кайсері Ерджіясспор»
У січні 2016 року перейшов до друголігового турецького клубу «Кайсері Ерджіясспор». У футболці «Кайсері» зіграв 12 матчів у чемпіонаті та відзначився 1 голом, за підсумками сезону 2015/16 років «Ерджіясспор» посів друге місце в турнірній таблиці та виборов путівку до Першої ліги.

### «Фортуна» (Сіттард)
У другій половині 2016 року Стефан став гравцем «Фортуни» (Сіттард). За «Фортуну» дебютував 12 вересня 2016 року в програному (0:3) виїзному поєдинку Еерстедивізі проти «Йонг Утрехт». Ашковський вийшов на поле на 46-й хвилині, замінивши Франка Віафе Данкуа.

### «Гурник» (Ленчна)
У лютому 2017 року відправився в оренду до завершення сезону 2016/17 років у «Гурник» (Ленчна). Єдиний матч в Екстраклясі 3 березня 2017 року в програному (1:2) поєдинку проти «Корони» (Кельце), в якому Стефан вийшов на поле на 74-й хвилині, замінивши Пйотра Гжельчака. По завершенні сезону «Гурник» вилетів до Першої ліги, а він сам повернувся до «Фортуни».

### Подальша кар'єра
У вересні 2018 року підписав контракт зі софійською «Славією». К оманді відіграв один сезон, по завершенні якого перебрався до румунського «Ботошані».

## Кар'єра в збірній
З 2008 року Ашковський виступав за юнацьку збірну Македонії U-17, також регулярно викликався до збірної U-19 та македонської «молодіжки».
Після прекрасного старту в Суперлізі Сербії 2015/16, під час якого відзначився 3-а голами в 6-и стартових турах, Любинко Друлович викликав Стефана до національної збірної Македонії. Дебютував за збірну в матчі кваліфікації чемпіонату Європи 2016 проти збірної Люксембургу, замінивши на 80-й хвилині Агіма Ібраімі.

## Особисте життя
Має також болгарське громадянство.

## Статистика виступів

### Клубна
| Сезон                 | Клуб                  | Чемпіонат             | Чемпіонат | Чемпіонат | Нац. кубок | Нац. кубок | Нац. кубок | Єврокубки | Єврокубки | Єврокубки | Суперкубок | Суперкубок | Суперкубок | Загалом | Загалом |
| Сезон                 | Клуб                  | Змаг.                 | Матчі     | Голи      | Змаг.      | Матчі      | Голи       | Змаг.     | Матчі     | Голи      | Змаг.      | Матчі      | Голи       | Матчі   | Голи    |
| --------------------- | --------------------- | --------------------- | --------- | --------- | ---------- | ---------- | ---------- | --------- | --------- | --------- | ---------- | ---------- | ---------- | ------- | ------- |
| 2010-2011             | «Телеоптик»           | ПЛ                    | 25        | 2         | КС         | 2          | 0          | -         | -         | -         | -          | -          | -          | 27      | 2       |
| 2011-2012             | «Телеоптик»           | ПЛ                    | 31        | 3         | КС         | 1          | 0          | -         | -         | -         | -          | -          | -          | 32      | 3       |
| Усього за «Телеоптик» | Усього за «Телеоптик» | Усього за «Телеоптик» | 56        | 5         |            | 3          | 0          |           | -         | -         |            | -          | -          | 59      | 5       |
| 2012-2013             | «Партизан»            | СЛ                    | 1         | 0         | КС         | 2          | 2          | ЛЕУ       | 0         | 0         | -          | -          | -          | 3       | 2       |
| 2013-січ. 2014        | «Доні Срем»           | СЛ                    | 14        | 2         | КС         | 2          | 0          | -         | -         | -         | -          | -          | -          | 16      | 2       |
| січ.-чер. 2014        | «Напредак» (Крушевац) | СЛ                    | 11        | 0         | КС         | -          | -          | -         | -         | -         | -          | -          | -          | 11      | 0       |
| лип.-гр. 2014         | «Стремсгодсет»        | ЕС                    | 0         | 0         | КН         | -          | -          | ЛЧУ       | 0         | 0         | -          | -          | -          | 0       | 0       |
| січ.-чер. 2015        | «Шкендія»             | ПЛ                    | 5         | 0         | КМ         | -          | -          | -         | -         | -         | -          | -          | -          | 5       | 0       |
| лип.-гр. 2015         | «Нові Пазар»          | СЛ                    | 14        | 3         | КС         | 0          | 0          | -         | -         | -         | -          | -          | -          | 14      | 3       |
| січ.-чер. 2016        | «Кайсері Ерджіясспор» | 1Л                    | 12        | 1         | КТ         | -          | -          | -         | -         | -         | -          | -          | -          | 12      | 1       |
| 2016-лют. 2017        | «Фортуна» (Сіттард)   | 1Д                    | 15        | 0         | КН         | 1          | 0          | -         | -         | -         | -          | -          | -          | 16      | 0       |
| лют.-чер. 2017        | «Гурник» (Ленчна)     | ЕК                    | 0         | 0         | КП         | -          | -          | -         | -         | -         | -          | -          | -          | 0       | 0       |
| Усього за кар'єру     | Усього за кар'єру     | Усього за кар'єру     | 128       | 11        |            | 8          | 2          |           | 0         | 0         |            | -          | -          | 136     | 13      |

### У збірній
| Дата       | Місто              | Господарі          | Результат | Гості              | Турнір            | Голи | Примітки |
| ---------- | ------------------ | ------------------ | --------- | ------------------ | ----------------- | ---- | -------- |
| 05-09-2015 | Люксембург (місто) | Люксембург         | 1 – 0     | Північна Македонія | Відбір до ЧЄ 2016 | -    |          |
| 08-09-2015 | Скоп'є             | Північна Македонія | 0 – 1     | Іспанія            | Відбір до ЧЄ 2016 | -    |          |
| 09-10-2015 | Скоп'є             | Північна Македонія | 0 – 3     | Україна            | Відбір до ЧЄ 2016 | -    |          |
| Усього     |                    | Матчів             | 3         |                    | Голів             | 0    |          |

## Досягнення
- Чемпіон Сербії (1):

«Партизан»: 2012-13
- Володар Кубка Румунії (1):

«Сепсі»: 2021-22
- Володар Суперкубка Румунії (1):

«Сепсі»: 2022